# Seneșal

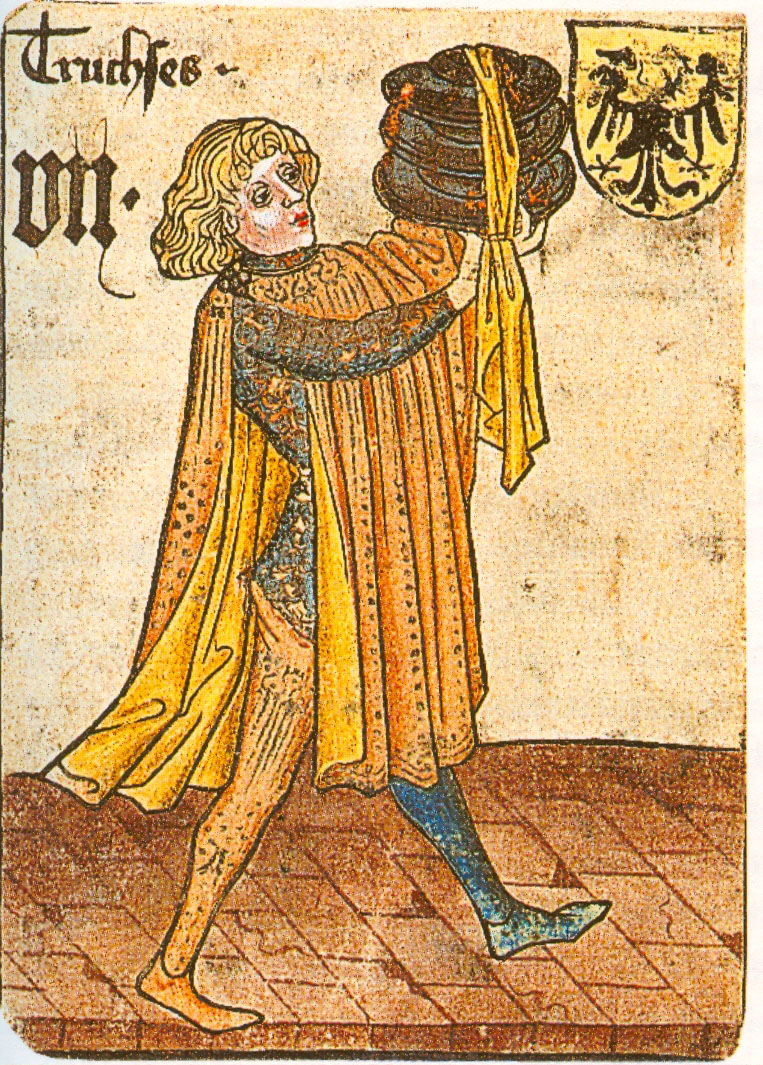
Seneșal german (reprezentare pe o carte de joc, c. 1455)

Seneșal (în franceză sénéchal) este denumirea istorică a unei funcții la curtea regală care poate avea diferite semnificații, toate reflectând anumite tipuri de supraveghere sau administrare într-un context istoric. În Imperiul Franc, în timpul dinastiei Carolingiene aceasta era cea mai înaltă funcție la curte. În Sfântul Imperiu Roman funcției de seneșal i-a corespuns funcția de Truchsess.

## Etimologie și evoluție
Termenul seneșal provine de la cuvântul seneschal din franceza veche, cuvânt care provine la rândul său din vechea limbă franconiană, siniskalk, cuvânt compus din adjectivul sena (bătrân) și skalk (slujitor). Prin urmare, sensul inițial al cuvântului a fost „vechi slujitor”, în care cuvântul „bătrân” nu are sensul de vârstă, ci de vechime. Termenul „seneșal” însemna deci cel mai experimentat și mai înalt în rang, superior tuturor celorlalți slujitori.
În timpul carolingienilor seneșalul, cel mai înalt funcționar al curții regale, era șeful casei regelui. În Regatul Franței în timpul Dinastiei Capețienilor funcția de seneșal era, de asemenea, cea mai înaltă funcție la curtea regală: seneșalul Franței nu era doar administratorul casei regelui, ci avea și putere judecătorească. Această mare putere concentrată într-o singură funcție a dus în cele din urmă la desființarea ei în 1194, în sensul că nu a mai fost ocupată de cineva. De asemenea, funcția a continuat să existe și în alte foste teritorii carolingiene, de exemplu în comitatul Barcelona, unde membrii Casei Montcada au fost seneșali o lungă perioadă de timp. 
În Franța, la sfârșitul Evului Mediu târziu, administratorul curții regale respectiv cel mai înalt funcționar al curții de judecată al unui district se numea și seneșal (în franceză sénéchal judiciaire).